# Неравенство Бесселя
В математике неравенство Бесселя — утверждение о коэффициентах элемента {\displaystyle x} в гильбертовом пространстве касательно ортонормированной последовательности.

## Формулировка
Пусть {\displaystyle H} — гильбертово пространство, и {\displaystyle e_{1},e_{2},\dots } — ортонормированная последовательность элементов {\displaystyle H}. Тогда для произвольного {\displaystyle x\in H} выполняется неравенство
{\displaystyle \sum _{k=1}^{n}\|\langle x,e_{k}\rangle \|^{2}\leqslant \|x\|^{2},}
где {\displaystyle \langle {\cdot },{\cdot }\rangle } обозначает скалярное произведение в пространстве {\displaystyle H}, {\displaystyle n\leq dim(H).}
Неравенство Бесселя следует из следующего равенства:
{\displaystyle 0\leqslant {\bigg \|}x-\sum _{k=1}^{n}\langle x,e_{k}\rangle e_{k}{\bigg \|}^{2}=\|x\|^{2}-2\sum _{k=1}^{n}|\langle x,e_{k}\rangle |^{2}+\sum _{k=1}^{n}|\langle x,e_{k}\rangle |^{2}=\|x\|^{2}-\sum _{k=1}^{n}|\langle x,e_{k}\rangle |^{2},}
которое выполняется для произвольного {\displaystyle n\geqslant 1}.